# مجموعه پل بابا حسین
مجموعه پل بابا حسین مربوط به دوره اشکانیان - سده‌های میانه دوران‌های تاریخی پس از اسلام است و در شهرستان خرم‌آباد، بخش مرکزی، دهستان کرگاه شرقی، روستای پل بابا حسین واقع شده و این اثر در تاریخ ۲۸ اسفند ۱۳۸۵ با شمارهٔ ثبت ۱۸۸۵۳ به‌عنوان یکی از آثار ملی ایران به ثبت رسیده‌است.